# Appendispora
Appendispora — рід грибів родини Didymosphaeriaceae. Назва вперше опублікована 1994 року.

## Класифікація
До роду Appendispora відносять 2 види:
- Appendispora australiensis
- Appendispora frondicola